# Jacques N'Guea
Jacques N'Guéa Énongué (né le 8 novembre 1955 à Loum et décédé le 30 mai 2022 à Yaoundé, à l'époque au Cameroun français et aujourd'hui au Cameroun) est un joueur de football international camerounais, qui évoluait au poste d'attaquant.

## Biographie

### Carrière en club
C'est Emmanuel Mvé qui est le premier à découvrir le talent de Jacques N'Guéa. Mvé est à l'époque capitaine du Canon de Yaoundé quand il repère le prometteur ailier qui joue pour l'Ouragan de Loum .

### Carrière en équipe nationale
Jacques N'Guea joue en équipe du Cameroun entre 1980 et 1982.
Avec cette équipe, il dispute cinq matchs rentrant dans le cadre des éliminatoires du mondial 1982.
Retenu par le sélectionneur Jean Vincent afin de participer à la Coupe du monde 1982 organisé en Espagne, il joue deux matchs lors du mondial : contre le Pérou, et la Pologne.
N'Guéa s'éteint dans sa 67e année des suites du longue maladie .

## Palmarès
- Champion du Cameroun en 1980 et 1982 avec le Canon Yaoundé[2]